# František Sedláček
František Sedláček, noto in Ungheria come Ferenc Szedlacsik (10 ottobre 1898 – Praga, 14 novembre 1973), è stato un allenatore di calcio e calciatore cecoslovacco naturalizzato ungherese, di ruolo attaccante.

## Carriera
Come calciatore totalizzò 10 reti in 25 presenze nel campionato cecoslovacco, ottenute con lemaglie di DFC Praga e SK Náchod. Giocò anche negli Stati Uniti ed in Ungheria, dove con il Ferencvaros vinse per 2 volte il campionato (1928, 1932). Tornato in patria iniziò una fortunata carriera da allenatore con lo Sparta Praga, con cui vinse 5 campionati Nazionali (1936, 1938, 1939, 1946, 1948), 1 Coppa Mitropa (1935) ed 1 Coppa di Cecoslovacchia (1946).

## Statistiche da allenatore

### Club
In grassetto le competizioni vinte.
| Stagione                      | Squadra                       | Campionato                    | Campionato | Campionato | Campionato | Campionato | Coppe nazionali | Coppe nazionali | Coppe nazionali | Coppe nazionali | Coppe nazionali | Coppe continentali | Coppe continentali | Coppe continentali | Coppe continentali | Coppe continentali | Altre coppe | Altre coppe | Altre coppe | Altre coppe | Altre coppe | Totale | Totale | Totale | Totale | Vittorie % | Piazzamento |
| Stagione                      | Squadra                       | Comp                          | G          | V          | N          | P          | Comp            | G               | V               | N               | P               | Comp               | G                  | V                  | N                  | P                  | Comp        | G           | V           | N           | P           | G      | V      | N      | P      | %          | Piazzamento |
| ----------------------------- | ----------------------------- | ----------------------------- | ---------- | ---------- | ---------- | ---------- | --------------- | --------------- | --------------- | --------------- | --------------- | ------------------ | ------------------ | ------------------ | ------------------ | ------------------ | ----------- | ----------- | ----------- | ----------- | ----------- | ------ | ------ | ------ | ------ | ---------- | ----------- |
| 1932-1933                     | Náchod-Deštné                 | 1 AL                          | 18         | 8          | 2          | 8          | -               | -               | -               | -               | -               | -                  | -                  | -                  | -                  | -                  | -           | -           | -           | -           | -           | 18     | 8      | 2      | 8      | 44,44      | 7º          |
| 1933                          | Náchod-Deštné                 | 1 AL                          | ?          | ?          | ?          | ?          | -               | -               | -               | -               | -               | -                  | -                  | -                  | -                  | -                  | -           | -           | -           | -           | -           | 0      | 0      | 0      | 0      | —          | Dimesso     |
| Totale Náchod-Deštné          | Totale Náchod-Deštné          | Totale Náchod-Deštné          | 18+        | 8+         | 2+         | 8+         |                 | -               | -               | -               | -               |                    | -                  | -                  | -                  | -                  |             | -           | -           | -           | -           | 18     | 8      | 2      | 8      | 44,44      |             |
| 1934                          | Sparta                        | 1 AL                          | 18         | 10         | 5          | 3          | -               | -               | -               | -               | -               | CEC                | 4                  | 2                  | 1                  | 1                  | -           | -           | -           | -           | -           | 22     | 12     | 6      | 4      | 54,55      | 2º          |
| 1934-1935                     | Sparta                        | SL                            | 22         | 17         | 4          | 1          | -               | -               | -               | -               | -               | CEC                | 5                  | 2                  | 1                  | 2                  | -           | -           | -           | -           | -           | 27     | 19     | 5      | 3      | 70,37      | 2º          |
| 1935-1936                     | Sparta                        | SL                            | 26         | 19         | 3          | 4          | -               | -               | -               | -               | -               | CEC                | 9                  | 5                  | 1                  | 3                  | -           | -           | -           | -           | -           | 35     | 24     | 4      | 7      | 68,57      | 1º          |
| 1936-1937                     | Sparta                        | SL                            | 22         | 14         | 3          | 5          | -               | -               | -               | -               | -               | CEC                | 8                  | 4                  | 2                  | 2                  | -           | -           | -           | -           | -           | 30     | 18     | 5      | 7      | 60,00      | 2º          |
| 1937-1938                     | Sparta                        | SL                            | 22         | 17         | 2          | 3          | -               | -               | -               | -               | -               | CEC                | 3                  | 0                  | 2                  | 1                  | -           | -           | -           | -           | -           | 25     | 17     | 4      | 4      | 68,00      | 1º          |
| 1945-1946                     | Sparta                        | SL                            | 20         | 18         | 0          | 2          | -               | -               | -               | -               | -               | -                  | -                  | -                  | -                  | -                  | -           | -           | -           | -           | -           | 20     | 18     | 0      | 2      | 90,00      | 1º          |
| 1946-1947                     | Sparta                        | SL                            | 26         | 18         | 3          | 5          | -               | -               | -               | -               | -               | -                  | -                  | -                  | -                  | -                  | -           | -           | -           | -           | -           | 26     | 18     | 3      | 5      | 69,23      | 2º          |
| Totale Sparta                 | Totale Sparta                 | Totale Sparta                 | 156        | 113        | 20         | 23         |                 | -               | -               | -               | -               |                    | 29                 | 13                 | 7                  | 9                  |             | -           | -           | -           | -           | 185    | 126    | 27     | 32     | 68,11      |             |
| 1950                          | Dukla Prešov                  | CM                            | 26         | 9          | 7          | 10         | -               | -               | -               | -               | -               | -                  | -                  | -                  | -                  | -                  | -           | -           | -           | -           | -           | 26     | 9      | 7      | 10     | 34,62      | 9º          |
| 1956                          | Baník Ostrava                 | IL                            | 22         | 9          | 7          | 6          | -               | -               | -               | -               | -               | -                  | -                  | -                  | -                  | -                  | -           | -           | -           | -           | -           | 22     | 9      | 7      | 6      | 40,91      | 4º          |
| 1957-1958                     | Baník Ostrava                 | IL                            | 33         | 10         | 8          | 15         | -               | -               | -               | -               | -               | -                  | -                  | -                  | -                  | -                  | -           | -           | -           | -           | -           | 33     | 10     | 8      | 15     | 30,30      | 10º         |
| Totale Baník Ostrava          | Totale Baník Ostrava          | Totale Baník Ostrava          | 55         | 19         | 15         | 21         |                 | -               | -               | -               | -               |                    | -                  | -                  | -                  | -                  |             | -           | -           | -           | -           | 55     | 19     | 15     | 21     | 34,55      |             |
| 1958-1959                     | Spartak Hradec Králové        | II liga                       | ?          | ?          | ?          | ?          | -               | -               | -               | -               | -               | -                  | -                  | -                  | -                  | -                  | -           | -           | -           | -           | -           | 0      | 0      | 0      | 0      | —          | –           |
| 1959-1960                     | Spartak Hradec Králové        | IL                            | 26         | 13         | 8          | 5          | -               | -               | -               | -               | -               | -                  | -                  | -                  | -                  | -                  | -           | -           | -           | -           | -           | 26     | 13     | 8      | 5      | 50,00      | 1º          |
| Totale Spartak Hradec Králové | Totale Spartak Hradec Králové | Totale Spartak Hradec Králové | 26+        | 13+        | 8+         | 5+         |                 | -               | -               | -               | -               |                    | -                  | -                  | -                  | -                  |             | -           | -           | -           | -           | 26     | 13     | 8      | 5      | 50,00      |             |
| 1961-1962                     | Sokol ZVIL Plzeň              | IL                            | 26         | 10         | 6          | 10         | -               | -               | -               | -               | -               | -                  | -                  | -                  | -                  | -                  | -           | -           | -           | -           | -           | 26     | 10     | 6      | 10     | 38,46      | 9º          |
| Totale carriera               | Totale carriera               | Totale carriera               | 307+       | 172+       | 58+        | 77+        |                 | -               | -               | -               | -               |                    | 29                 | 13                 | 7                  | 9                  |             | -           | -           | -           | -           | 336    | 185    | 65     | 86     | 55,06      |             |

## Palmarès

### Giocatore

#### Competizioni nazionali
- International Soccer League: 1

Brooklyn Wanderers: 1926-1927
- Campionato ungherese: 2

Ferencvaros: 1927-1928, 1931-1932
- Coppa d'Ungheria: 1

Ferencvaros: 1927-1928

#### Competizioni internazionali
- Coppa dell'Europa Centrale: 1

Ferencvárosi FC: 1928

### Allenatore

#### Competizioni nazionali
- Campionato cecoslovacco: 4

Sparta Praga: 1935-1936, 1937-1938, 1945-1946
Spartak Hradec Králové: 1959-1960

#### Competizioni internazionali
- Coppa dell'Europa Centrale: 1

AC Sparta Praha: 1935